# 陳植森
陳植森，香港出生。為發明家、企業家，“冰堡能源”發明者，他已獲得世界發明家多個榮譽獎項。現時為盈創（疊高）實業有限公司主席兼行政總裁。

## 生平
1962年從東莞同鄕會學校下午校畢業後，曾做過打雜、航空公司電報生及營業代表。其後，花了三年半時間完成高中夜校英語專修課程後，1976年試行創業。
1997年，他賺得第一桶金，有客戶找他解決一些商務客艙常用，用完即棄的椒鹽樽蓋，在使用時容易鬆脫，經常把鹽、胡椒粉散落地上，引起很多乘客投訴的問題。他便想到把原本設於樽頂的蓋改設於樽底，還加入鎖位扣緊。1997年至2001年間，這個椒鹽樽賣得非常暢銷，他更被海外客戶稱為Trouble Shooter(解決難題的高手)。
2001年，他發明能源冰袋，為大飛機製造廠解決冰塊容易溶掉的難題，除了讓他取得世界專利權和建立國際品牌，更令他獲得「香港發明王」的稱號。

## 榮譽
- 2002年美國紐約創意禮品展覽會大賽冠軍
- 2003年中國全國發明博覽會（廈門）銀獎
- 2005年瑞士日內瓦國際發明博覽會金獎
- 2006年英國發明展覽會特別獎
- 2007年香港企業環保成就獎

## 職銜
盈創（疊高）實業有限公司主席兼行政總裁
現任/ 曾任公職:
- 2009-2010年度創意創業會第二屆會長
- 2010年獲選為香港發明協會副會長

## 學歷
- 亞洲知識管理學院資深院士
- 美國林肯大學榮譽管理博士

## 慈善
陳植森博士除了是發明家、企業家外，也是作曲、作詞、歌舞劇的監製兼演員。
在2016年至2018年期間，他有份參與《我是過來人》一系列的歌舞劇，不但擔任演員，也為此歌舞劇創作大部分音樂。在2018年，他為了支持香港的聾人及弱聽人士，他將6月14日票房收入的一半（不扣除任何成本開支）捐贈聾人機構「龍耳」作慈善用途。

## 外部連結
- 陳植森 -- 卓越華人，中華名人錄 （页面存档备份，存于）
- 港產發明家 靠一樽鹽發達，香港貿易發展局 （页面存档备份，存于）